# Cheval-vapeur
Pour les articles homonymes, voir CV et ch.
 (septembre 2017).
Si vous disposez d'ouvrages ou d'articles de référence ou si vous connaissez des sites web de qualité traitant du thème abordé ici, merci de compléter l'article en donnant les références utiles à sa vérifiabilité et en les liant à la section « Notes et références ».

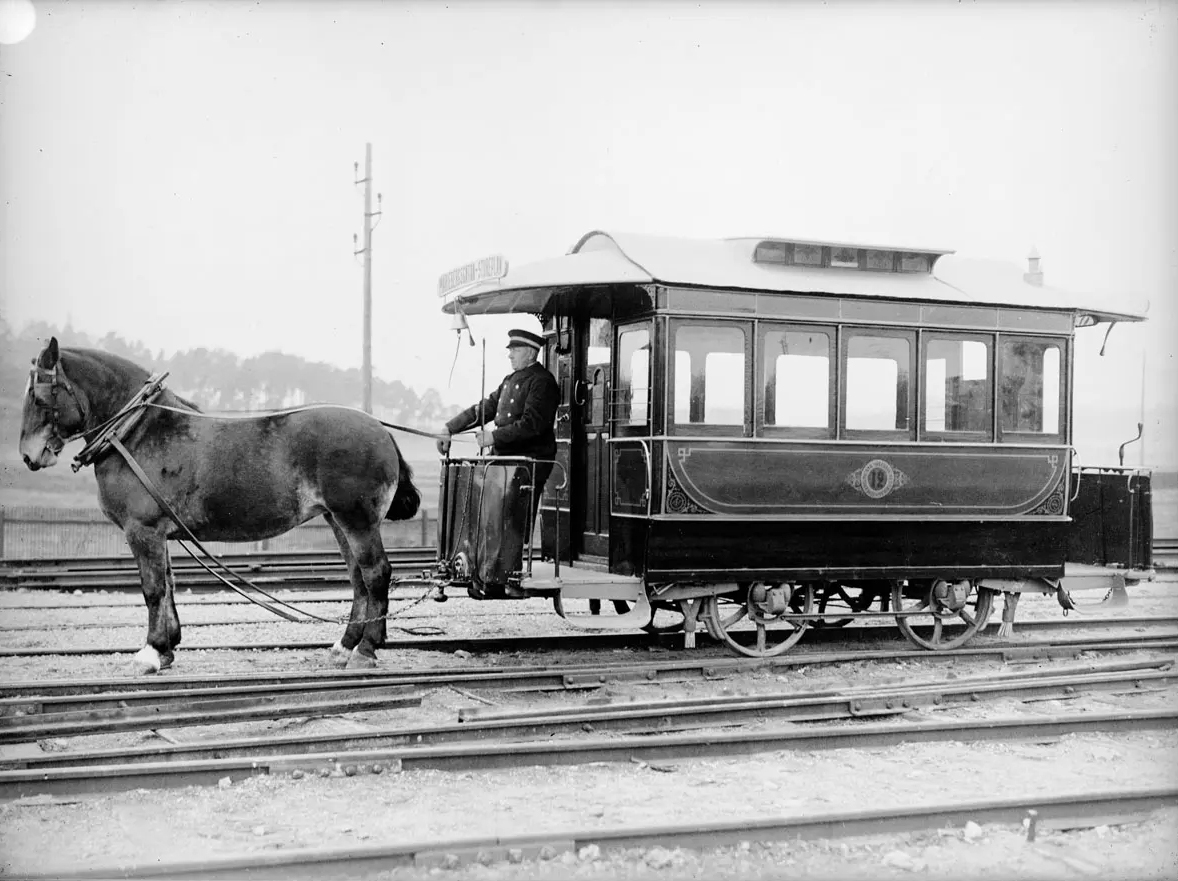
Un tramway à cheval de 1877, en Suède, première moitié du XXe siècle.

Le cheval-vapeur est une unité de puissance ne faisant pas partie du Système international d'unités, qui exprime une équivalence entre la puissance fournie par un cheval tirant une charge et celle fournie par une machine de propulsion à vapeur ou un moteur à combustion. Le cheval était, du fait de son utilisation massive, la référence de puissance des attelages avant l'avènement de la propulsion mécanique. Ainsi, en 1879, les 38 lignes d'omnibus de Paris requéraient l'entretien de 16 500 chevaux.

## Symboles et définitions
L'abréviation est :
- ch pour le cheval-vapeur français[2]. Il ne faut pas la confondre avec la notation « CV » du cheval fiscal ;
- hp (horsepower) pour le cheval-vapeur britannique ;
- PS (Pferdestärke) pour le cheval-vapeur allemand ;
- pk (Paardenkracht) pour le cheval-vapeur hollandais ;
- Л.С. (лошадиная сила) pour le cheval-vapeur russe ;
- CV (cavallo vapore, caballo de vapor, cavalo de vapor) pour le cheval-vapeur italien, espagnol et portugais.

Dans les pays précédents (sauf le Royaume-Uni), sa définition est la même : 1 ch = 75 kgf m/s = 735,498 75 W.

## Définitions principales
Dans les deux cas, la puissance P est celle fournie par un cheval qui soulève une charge de masse m à la vitesse verticale v. On note g l'accélération de la pesanteur. Cette puissance P s'exprime ainsi :
{\displaystyle P=m\cdot g\cdot v}.

### Dans l'ancien système en France

Illustration de la définition du cheval-vapeur.

Le cheval-vapeur n'est pas une unité du système métrique actuel (système SI), mais d'un système d'unités associant le mètre au kilogramme-force (ou kilogramme-poids). Dans cet ancien système, l'unité de puissance est le kilogrammètre par seconde, correspondant au travail effectué par une masse de 1 kg tombant de 1 m en 1 s dans un champ de pesanteur uniforme. Le cheval-vapeur français a été défini comme valant exactement 75 kg m s−1, soit la puissance nécessaire pour soulever (verticalement) un poids de 75 kg (le poids d'un objet étant confondu avec sa masse) en 1 s sur une hauteur de 1 m :
1 ch = 75 [kg poids] × 1 [mètre] / 1 [seconde] = 75 kg m s−1.
La 3e Conférence générale des poids et mesures (CGPM) en 1901 adopte une valeur normale de l'accélération de la pesanteur g égale à 9,806 65 m/s2. Cette valeur conventionnelle servait de référence pour la définition du kilogramme-force, cette dernière unité étant maintenant abolie.
Le poids (force) exprimé en newtons (N) d'une masse de 1 kg est égal à :
- masse multipliée par accélération de la pesanteur = 1 kg (masse) × 9,806 65 m/s2 (accélération de la pesanteur) = 9,806 65 N.

Ainsi, exprimé en watts, 1 W étant la puissance associée au déplacement d'une force de 1 N sur une longueur de 1 m parcourue en 1 s, le cheval-vapeur vaut :
- le poids (force) d'une masse de 75 kg vaut : 75 [kg] × 9,806 65 [m/s2] = 735,498 75 N ;
- le cheval-vapeur représente : 735,498 75 [N] × 1 [m] / 1 [s] = 735,498 75 W.

### Dans le système impérial britannique

Schématisation du hp.

Le horsepower (HP), cheval-vapeur en système anglo-saxon, dit « impérial », se calcule comme suit :
{\displaystyle P=m\cdot g\cdot v}
avec :
- m = 550 livres (une livre = 0,453 592 37 kg) ;
- v = 1 pied par seconde (un pied = 0,304 8 m) ;
- g = 9,806 65 m/s2 ;

d'où on déduit :
1 HP = 745,706 448 W. (erreur de calcul : 550 x 0.45359237 x 0.3048 x 9.80665 = 745,699872)
La définition de l'unité a été effectuée par James Watt à partir de la puissance nécessaire pour faire tourner un moulin à grain de 24 pieds de diamètre avec une force résistante équivalente à 180 livres à une vitesse de 144 tours par heure.
L'application numérique fait 32 572 pieds-livres-forces par minute, arrondis à 33 000 pieds-livres-forces par minute, soit 550 pieds-livres-forces par seconde.
La définition anglaise est le déplacement, à la surface de la Terre, d'environ 81 kg dans un sens opposé au champ de gravitation terrestre à une vitesse de 0,93 m/s.
Il existe également différentes dénominations spécifiques selon le point auquel la puissance est mesurée. Ainsi, le shaft horsepower, abrégé en « shp », désigne la puissance s'exerçant sur l'arbre de transmission d'une hélice de bateau ou d'avion ou d'un rotor d'hélicoptère.

### Puissances SAE - DIN et CUNA
Plusieurs écoles coexistent pour mesurer la puissance du moteur d'une automobile.
- DIN

En Europe, la principale norme a été établie par le Deutsches Institut für Normung (Institut allemand de normalisation, fondé en 1917 à Berlin) plus connu sous son sigle DIN. Il s'agit de la norme DIN 70020 (le cheval-vapeur allemand s'appelle Pferdestärke, et son symbole est « PS »). La puissance est mesurée à l'embrayage, avec le moteur de série équipé de tous ses accessoires, de ses échappements.
- CUNA

En Italie, le cheval-vapeur est calculé selon la norme italienne CUNA (Commissione Unificazione e Normalizzazione Autoveicoli e Commissione tecnica di UNificazione nell'Autoveicolo). Cette norme est restée en vigueur jusqu'à l'utilisation du kilowatt. Elle était comparable à la norme américaine SAE où la puissance du moteur est déterminée sur banc de test mais, contrairement à la norme SAE, avec tous les accessoires nécessaires à son fonctionnement, comme la pompe à eau et l'alternateur/dynamo, mais sans filtre à air et sans système d'échappement complet. Tous les étalonnages et accessoires devaient être identiques à ceux des moteurs de série. La puissance était de fait très légèrement supérieure à celle déterminée avec la norme DIN.
Exemple : la Fiat 127 (1ère série de 1971) avait 47 ch (34 kW) selon le norme CUNA et 45 ch (33 kW) selon la norme DIN.
- SAE

Aux États-Unis, la norme a été établie par la SAE International (Société des ingénieurs de l'automobile, fondée en 1905 à Troy, dans le Michigan). La puissance est mesurée à la sortie du vilebrequin de façon à éviter les pertes de puissance dues à la transmission. À l'origine, la SAE avait établi un protocole de mesure sur banc avec un moteur de série dépourvu de ses accessoires, et parfois même de ses échappements. La puissance était mesurée en brake horsepower (bhp), ou puissance au frein. Le frein était à l'époque un outil permettant de déterminer la puissance du moteur. Le frein était connecté directement en sortie du moteur, le couple et le régime appliqués au frein étaient mesurés pour déterminer la puissance maximale du moteur.
La norme SAE était la J245. Il en résultait que les chiffres de puissance annoncés en norme SAE étaient largement supérieurs à ceux exprimés en norme DIN ou CUNA. Mais, en 1972, la SAE a revu sa copie en édictant la norme J1349. Désormais, la puissance est mesurée avec le moteur équipé de ses accessoires et de ses échappements de série, ce qui a diminué l'écart entre les normes.
Par ailleurs, les protocoles de mesure étant différents, il n'existe pas de règle de conversion simple pour passer d'une mesure à l'autre.

## Définitions alternatives

### Cheval-vapeur nominal
Le cheval-vapeur nominal (CVN) est une règle empirique du début du XIXe siècle utilisée pour estimer la puissance des moteurs à vapeur, qui suppose une pression de vapeur de 7 psi (48 kPa).
Cheval-vapeur nominal = 7 × surface du piston en pouces carrés × vitesse équivalente du piston en pieds par minute/33 000.
Pour les bateaux à roues à aubes, la règle de l'amirauté voulait que la vitesse du piston en pieds par minute soit égale à 129,7 × (course)1/3,38,. Pour les vapeurs à vis, on utilisait la vitesse prévue du piston.
La course (ou longueur de course) était la distance parcourue par le piston mesurée en pieds.
Pour que la puissance nominale soit égale à la puissance réelle, il faudrait que la pression moyenne de la vapeur dans le cylindre pendant la course soit de 7 psi (48 kPa) et que la vitesse du piston soit celle générée par la relation supposée pour les bateaux à roues à aubes.
La Marine française utilisait la même définition du cheval-vapeur nominal que la Royal Navy.

### Cheval-vapeur indiqué
La puissance indiquée (indicated horsepower, ihp) est la puissance théorique d'un moteur alternatif s'il est totalement exempt de friction dans la conversion de l'énergie du gaz en expansion (pression du piston × déplacement) dans les cylindres. Elle est calculée à partir des pressions développées dans les cylindres, mesurées par un dispositif appelé « indicateur de moteur » — d'où la puissance indiquée. Au fur et à mesure que le piston avance dans sa course, la pression contre le piston diminue généralement, et l'indicateur génère généralement un graphique de la pression en fonction de la course dans le cylindre de travail. Ce graphique permet de calculer la quantité de travail effectuée pendant la course du piston.
Le cheval-vapeur indiqué était une meilleure mesure de la puissance du moteur que le cheval-vapeur nominal (CVN) car il tenait compte de la pression de la vapeur. Mais contrairement aux mesures ultérieures telles que la puissance sur l'arbre (shaft horsepower, shp) et la puissance au frein (brake horsepower, bhp), elle ne tenait pas compte des pertes de puissance dues aux frottements internes de la machine, tels que le glissement du piston dans le cylindre, le frottement des roulements, le frottement de la transmission et de la boîte de vitesses.

### Cheval-vapeur au frein
Le cheval-vapeur au frein (brake horsepower, bhp) est la puissance mesurée à l'aide d'un dynamomètre de type frein (charge) à un endroit précis, tel que le vilebrequin, l'arbre de sortie de la transmission, l'essieu arrière ou les roues arrière.
En Europe, la norme DIN 70020 teste le moteur équipé de tous les accessoires et le système d'échappement tel qu'il est utilisé dans la voiture. L'ancienne norme américaine (SAE gross horsepower, appelée « bhp ») utilisait un moteur sans alternateur, sans pompe à eau et sans autres composants auxiliaires tels que la pompe de direction assistée, le système d'échappement silencieux, de sorte que les chiffres étaient plus élevés que les chiffres européens pour le même moteur. La norme américaine plus récente (appelée SAE net horsepower) teste un moteur avec tous les composants auxiliaires.
Le frein désigne le dispositif utilisé pour fournir une force/charge de freinage égale afin d'équilibrer la force de sortie d'un moteur et de le maintenir à une vitesse de rotation souhaitée. Lors des essais, le couple de sortie et la vitesse de rotation sont mesurés pour déterminer la puissance au frein. À l'origine, la puissance était mesurée et calculée à l'aide du « diagramme indicateur » (une invention de James Watt à la fin du XVIIIe siècle), puis d'un frein de Prony relié à l'arbre de sortie du moteur. Les dynamomètres modernes utilisent l'une des nombreuses méthodes de freinage pour mesurer la puissance au frein du moteur, c'est-à-dire la puissance réelle du moteur lui-même, avant les pertes dans la chaîne cinématique.

### Cheval-vapeur sur l'arbre
La puissance sur l'arbre (shaft horsepower, shp) est la puissance délivrée à l'arbre d'une hélice, à l'arbre d'une turbine ou à l'arbre de sortie d'une transmission automobile,. La puissance sur l'arbre est une valeur nominale courante pour les turbomoteurs et les turbopropulseurs, les turbines industrielles et certaines applications marines.
La puissance équivalente sur l'arbre (equivalent shaft horsepower, eshp) est parfois utilisée pour évaluer les turbopropulseurs. Elle comprend la puissance équivalente dérivée de la poussée résiduelle du jet à l'échappement de la turbine. On estime que 2,5 livres-forces (11 N) de poussée résiduelle du jet sont produites à partir d'une unité de puissance.

### Cheval-vapeur électrique
Le cheval-vapeur électrique européen est défini comme valant
1 ch = 735,5 W,
tandis que le cheval-vapeur électrique britannique vaut
1 hp = 746 W.

### Cheval-vapeur de chaudière
Les États-Unis ont un « cheval-vapeur de chaudière » (boiler horsepower (en), ou bhp) défini comme étant la puissance requise pour faire évaporer 34,5 lb (livre impériale britannique) d'eau à 212 °F (100 °C) par heure sous une atmosphère normale. La valeur exacte dépend de la chaleur d'évaporation utilisée, mais la plus fréquente est 970,3 BTUIT/lb, ce qui donne :
P ~ 9 810 W (soit un peu plus de 13 ch).
Le boiler horsepower a été utilisé depuis 1876 pour mesurer la puissance des machines à vapeur et n'est plus utilisé de nos jours.

### Équivalence avec la puissance développée par un cheval et un humain
Le cheval-vapeur est une unité de mesure initialement créée par James Watt, qui souhaitait vendre les machines à vapeur de sa firme à des industriels ou des cultivateurs pour faire fonctionner des ateliers ou des engins agricoles. Ses clients potentiels utilisaient précédemment des attelages de chevaux, en chair et en os, pour effectuer ces travaux, il fallait créer une unité qui soit « parlante » pour que l'éventuel client ait un point de comparaison entre les deux sources d'énergie. James Watt effectua un certain nombre de comparaisons entre les machines de sa fabrication et de véritables chevaux entraînant une lourde roue tournant autour d'un pivot central, comme dans certains types de pressoirs agricoles et ce durant plusieurs heures.
La puissance maximale développée par un cheval est de dix à presque quinze fois supérieure à un cheval-vapeur, mais dans le cadre d'une activité soutenue, une puissance moyenne d'environ 1 hp (0,75 kW) par cheval est effectivement conforme aux conseils agricoles des XIXe et XXe siècles,. Cela correspond également à un travail d'environ quatre fois le travail de base fourni par d'autres vertébrés durant une activité soutenue.
Si l'on considère les équipements à propulsion humaine, un humain, en bonne santé, peut produire environ 1,2 hp (0,89 kW) brièvement et maintenir environ 0,1 hp (0,075 kW) indéfiniment ; les athlètes entraînés peuvent gérer jusqu'à environ 2,5 hp (1,9 kW) et 0,35 hp (0,26 kW) pendant plusieurs heures. Le sprinter jamaïcain Usain Bolt a produit un maximum de 3,5 hp (2,6 kW) après seulement 0,89 s de course lors de son record du monde du 100 m de 2009 effectué en 9,58 s.

## Valeurs officielles
Les valeurs des unités sont données par le Bureau international des poids et mesures (BIPM) ou le National Institute of Standards and Technology (NIST). Ce dernier donne les valeurs suivantes pour les différents horsepowers des États-Unis et du Royaume-Uni (UK) :
1 hp (550 ft lbf/s) = 745,699 9 W ;
1 hp (metric) = 735,498 75 W ;
1 hp (UK) = 745,70 W ;
1 hp (water) = 746,043 W ;
1 hp (boiler) = 9 809,50 W = 13,15 × (1 hp (550 ft lbf/s)) ;
1 hp (electric) = 746 W.